# Julien Josephson
Julien Josephson est un scénariste américain né le 24 octobre 1881 à Roseburg dans l'Oregon aux États-Unis, mort le 14 avril 1959 à Hollywood aux États-Unis.

## Filmographie partielle
- 1914 : The Arrow Maker's Daughter
- 1918 : Fuss and Feathers
- 1919 : Les Caprices de la fortune (Bill Henry) de Jerome Storm
- 1919 : The Egg Crate Wallop
- 1920 : La Ruée (Homespun Folks) de John Griffith Wray
- 1921 : Tournant dangereux (Dangerous Curve Ahead) de E. Mason Hopper
- 1922 : Le Crime de Roger Sanders (Watch Your Step) de William Beaudine
- 1922 : Man with Two Mothers
- 1922 : Head Over Heels
- 1922 : His Back Against the Wall
- 1922 : The Man Unconquerable (en)
- 1922 : The Old Homestead (en) de James Cruze
- 1922 : Madame et son cowboy (The Cowboy and the Lady)
- 1922 : Le Crime de Mme Lévy (Hungry Hearts) de E. Mason Hopper
- 1923 : La Force du sang (All the Brothers Were Valiant)  d'Irvin Willat
- 1923 : La Première Femme (Brass) de Sidney Franklin
- 1923 : La Rue des vipères (Main Street) de Harry Beaumont
- 1923 : The Country Kid de William Beaudine
- 1924 : Daddies
- 1924 : The Tenth Woman
- 1925 : Un grand timide (The Narrow Street) de William Beaudine
- 1925 : My Wife and I
- 1925 : How Baxter Butted In
- 1925 : His Majesty, Bunker Bean
- 1925 : Rose of the World
- 1925 : Lady Windermere's Fan de Ernst Lubitsch
- 1926 : L'Oiseau de nuit (The Bat) de Roland West
- 1926 : It Must Be Love
- 1926 : Forever After
- 1926 : The Eagle of the Sea
- 1927 : The Whirlwind of Youth
- 1927 : Le Don Juan du cirque (Two Flaming Youths)
- 1928 : Sa nouvelle patrie (A Ship Comes In) de William K. Howard
- 1928 : The Red Mark
- 1929 : Disraeli d'Alfred E. Green
- 1930 : La Passion du docteur Hohner (The Climax)
- 1930 : La Déesse rouge (The Green Goddess)
- 1931 : Kiss Me Again
- 1931 : Misbehaving Ladies
- 1931 : Le Millionnaire (The Millionaire)
- 1931 : Le Damné (en) (Hell Bound)
- 1931 : Alexander Hamilton
- 1932 : L'Homme qui jouait à être Dieu (The Man who played God) de John G. Adolfi
- 1932 : The Expert
- 1933 : Chance at Heaven
- 1937 : La Mascotte du régiment (Wee Willie Winkie) de John Ford
- 1937 : Heidi de Allan Dwan
- 1938 : Suez de Allan Dwan
- 1939 : Stanley et Livingstone (Stanley and Livingstone)  de Henry King et Otto Brower
- 1939 : La Mousson (The Rains Came) de Clarence Brown
- 1942 : The Great Gildersleeve
- 1943 : Happy Land